# (8319) Antiphane
(8319) Antiphane est un astéroïde de la ceinture principale.

## Description
(8319) Antiphanes, internationalement (8319) Antiphanes, est un astéroïde de la ceinture principale. Il fut découvert le 25 septembre 1973 à l'observatoire Palomar par Cornelis Johannes van Houten, Ingrid van Houten-Groeneveld et Tom Gehrels. Il présente une orbite caractérisée par un demi-grand axe de 3,19 UA, une excentricité de 0,18 et une inclinaison de 2,4° par rapport à l'écliptique.
Il est nommé d'après un des quatre poètes de la Grèce antique Antiphane.

## Compléments